# Ведомка
Ве́домка — река в Московской области России, правый приток Москвы-реки.
Длина — 16 км, площадь бассейна — 100 км². Равнинного типа. Питание преимущественно снеговое. Ведомка замерзает в ноябре — начале декабря, вскрывается в конце марта — апреле.
Около 9 километров выше устья берега безлесные, ещё 5 километров выше по течению по правому берегу, затем по обоим берегам растёт смешанный лес. Выше леса лежит большой луг, за ним — дачные участки. На Ведомке расположены деревни Рыльково, Лысково, Большое Тёсово (у самого устья, по обоим берегам).